# Endel Öunapuu

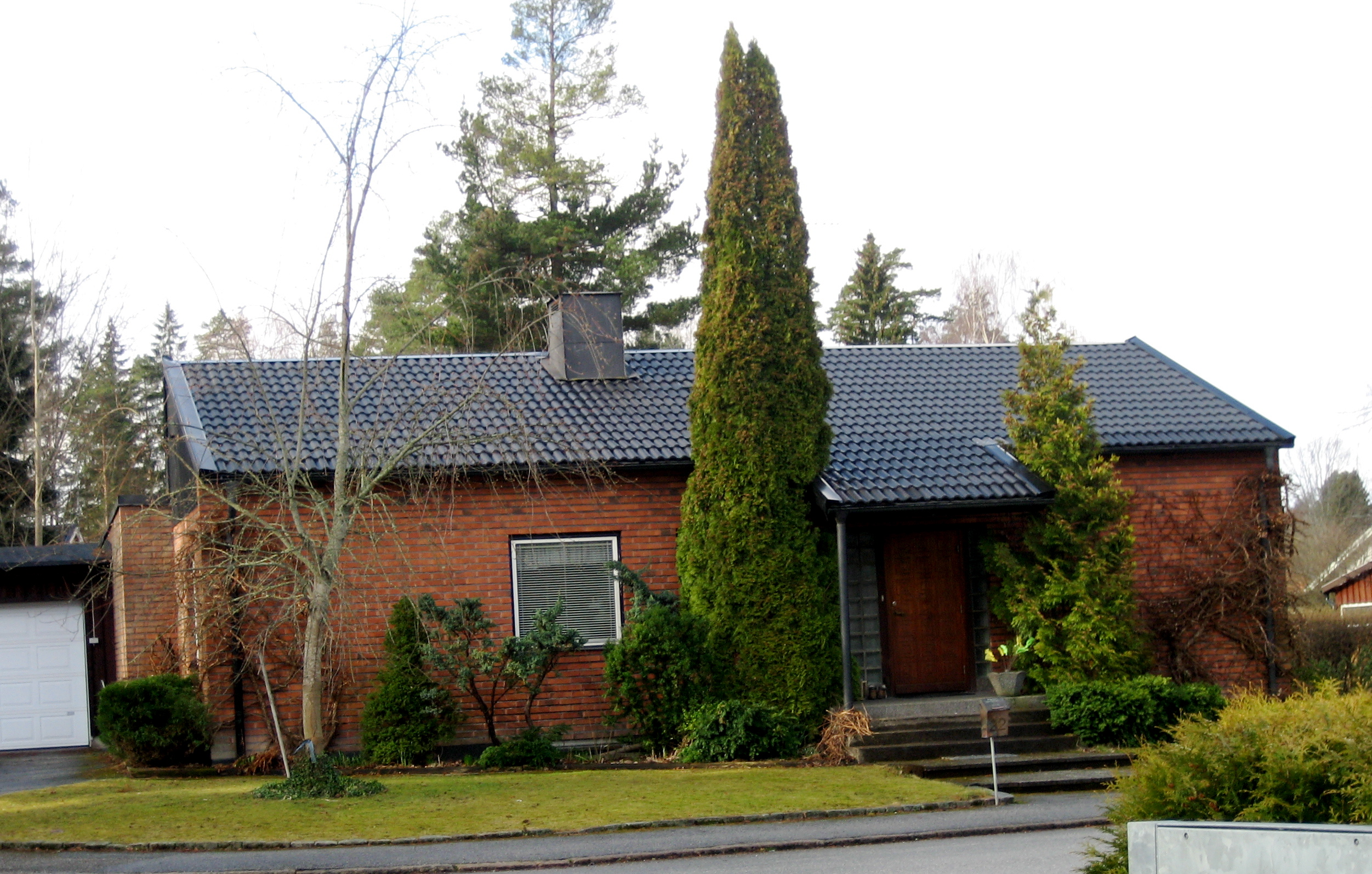
Villa i Adolfsberg utanför Örebro av Endel Öunapuu.

Endel Öunapuu, född 17 maj 1921 i Estland, död i januari 2011 är en arkitekt som bott i Sverige under större delen av sitt liv. 
Öunapuu kom som flykting till Sverige under Andra världskriget och bosatte sig i Örebro 1946. Han började arbeta inom fastighetsbolaget Behrn som under denna tid uppförde en rad nya flerbostadshus i staden. 1953 startade han ett eget kontor med säte i Örebro. Uppdragen handlade främst om villor och flerbostadshus inom kommunen. Öunapuus arkitektur präglas av 1950- och 1960-talens expressiva senmodernism, med asymmetrier, skulpturala väggreliefer, starka färgsättningar och fasader i rött tegel eller puts. Totalt uppfördes ett hundratal hus ritade av Öunapuu innan han gick i pension under 1980-talet. 

## Verk i urval
- Villor i Eyraområdet, Örebro
- Flerbostadshus vid Hamnplan, Örebro
- Villor i Övre Adolfsberg